# Spinazzola
Spinazzola est une commune italienne de la province de Barletta-Andria-Trani dans la région des Pouilles.
C'est le village de naissance du pape Innocent XII.

## Administration
| Période                                  | Période | Identité | Étiquette | Qualité |
| ---------------------------------------- | ------- | -------- | --------- | ------- |
|                                          |         |          |           |         |
| Les données manquantes sont à compléter. |         |          |           |         |

### Communes limitrophes
Andria, Banzi, Genzano di Lucania, Gravina in Puglia, Minervino Murge, Montemilone, Palazzo San Gervasio, Poggiorsini, Ruvo di Puglia, Venosa

### Mine de bauxite
À 5 km à l'est de la ville, se trouve une ancienne mine de bauxite qui n'est plus exploitée. Elle est maintenant considérée comme un site archéologique industriel.

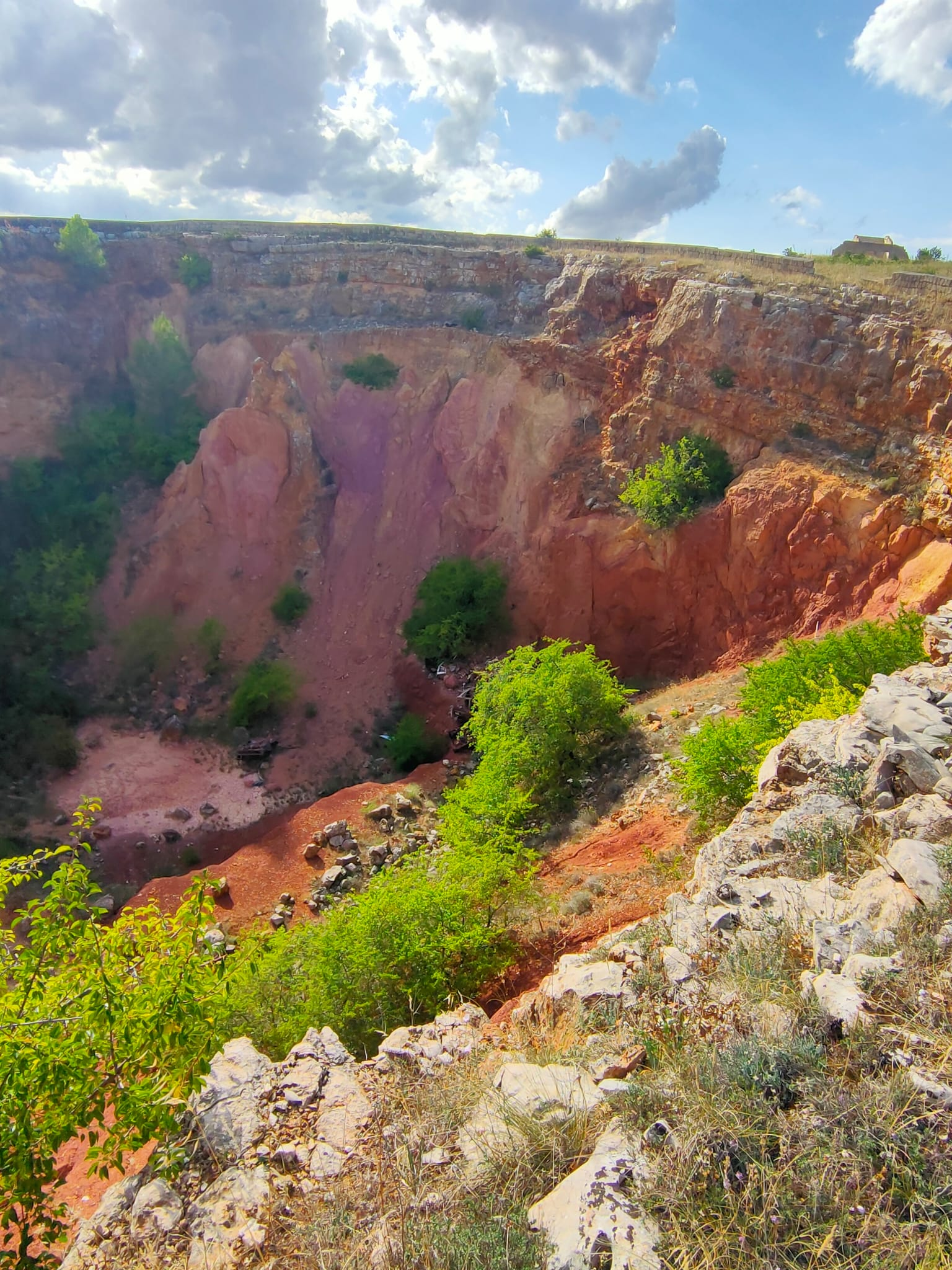
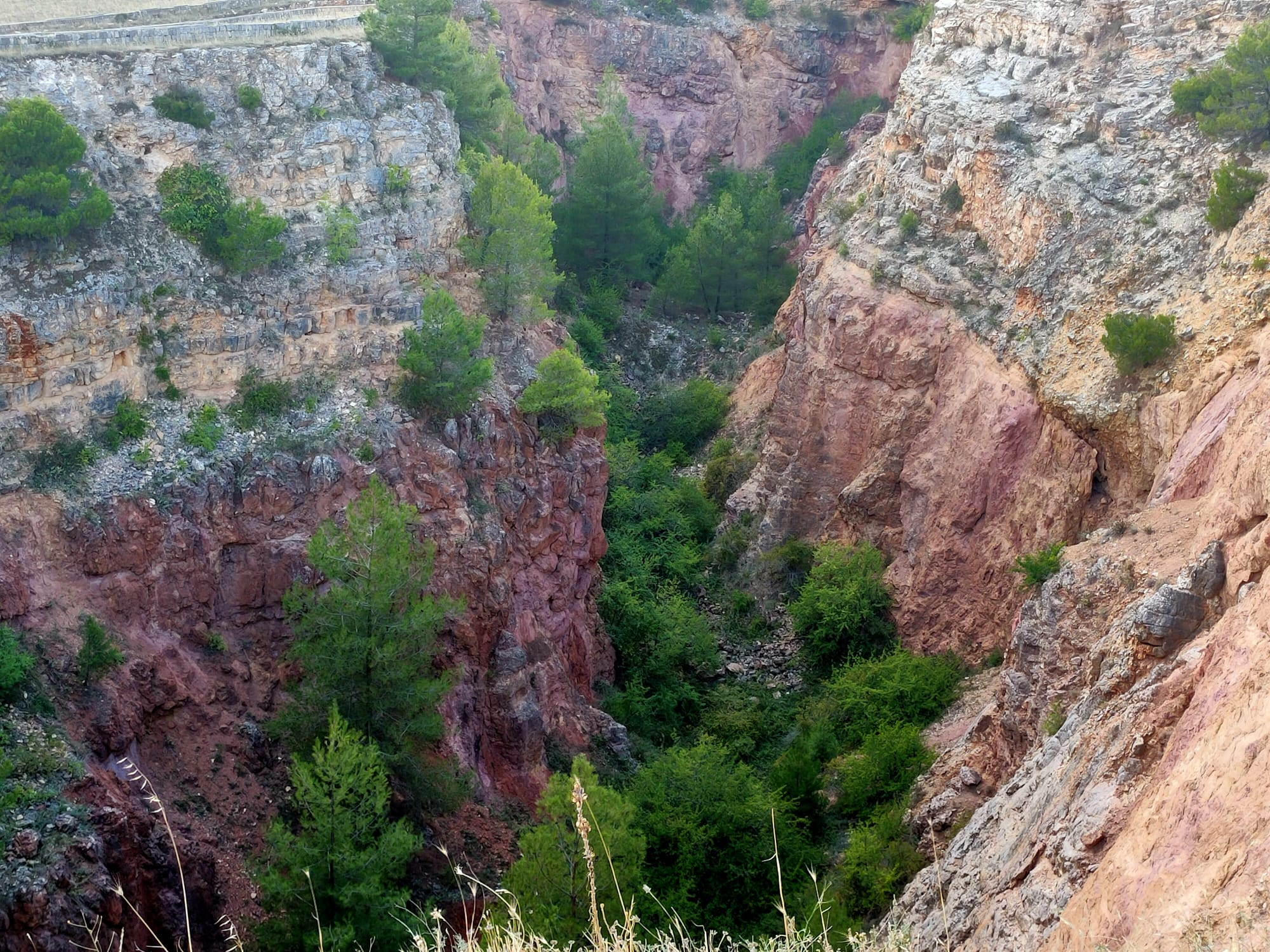
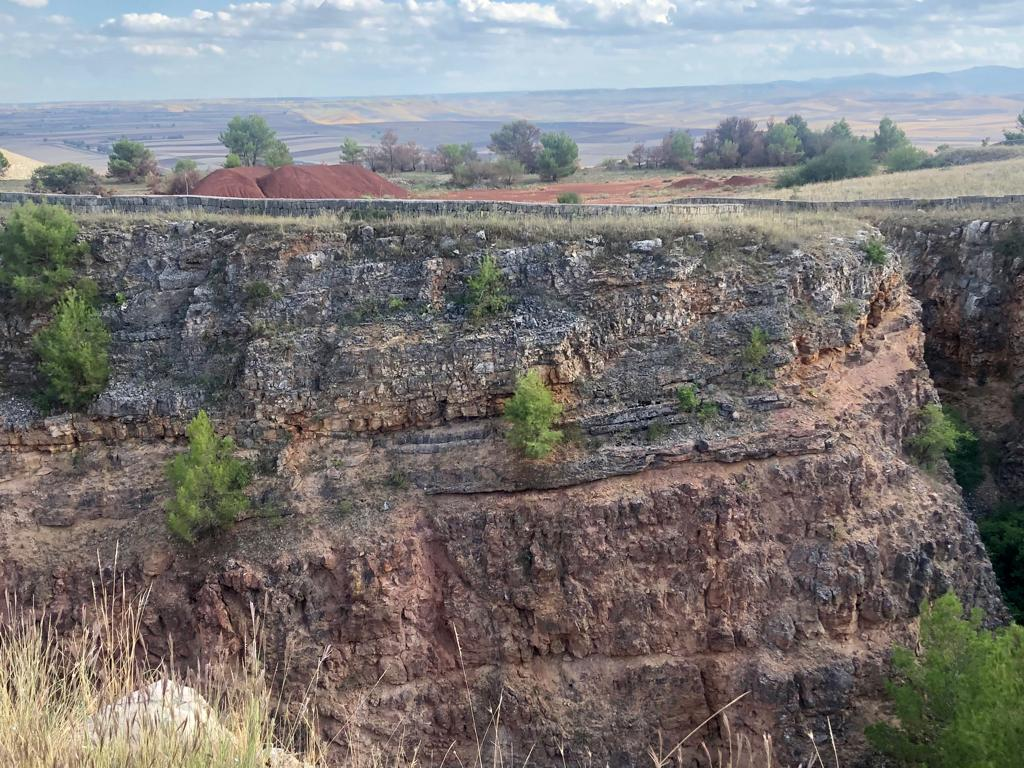
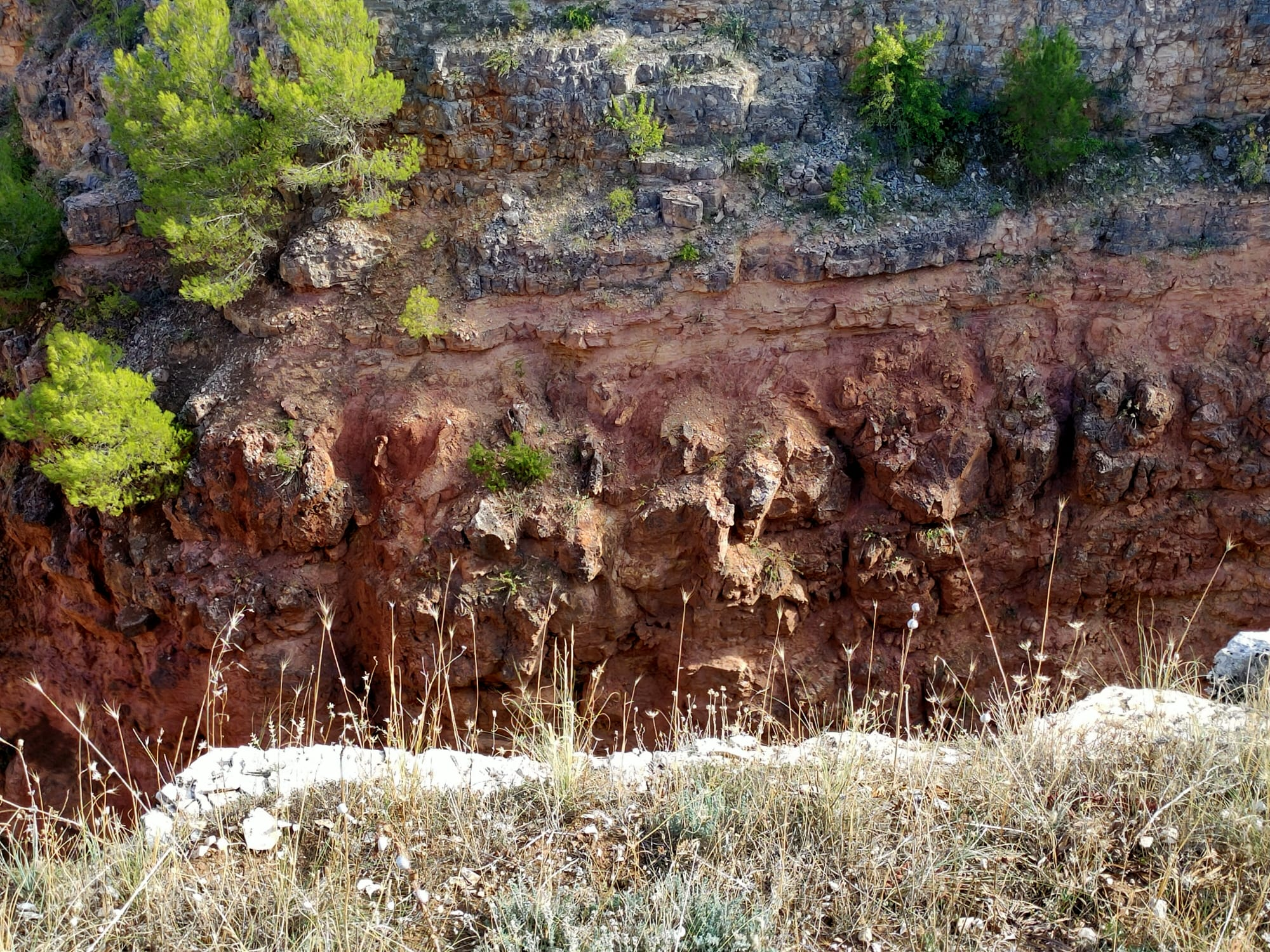
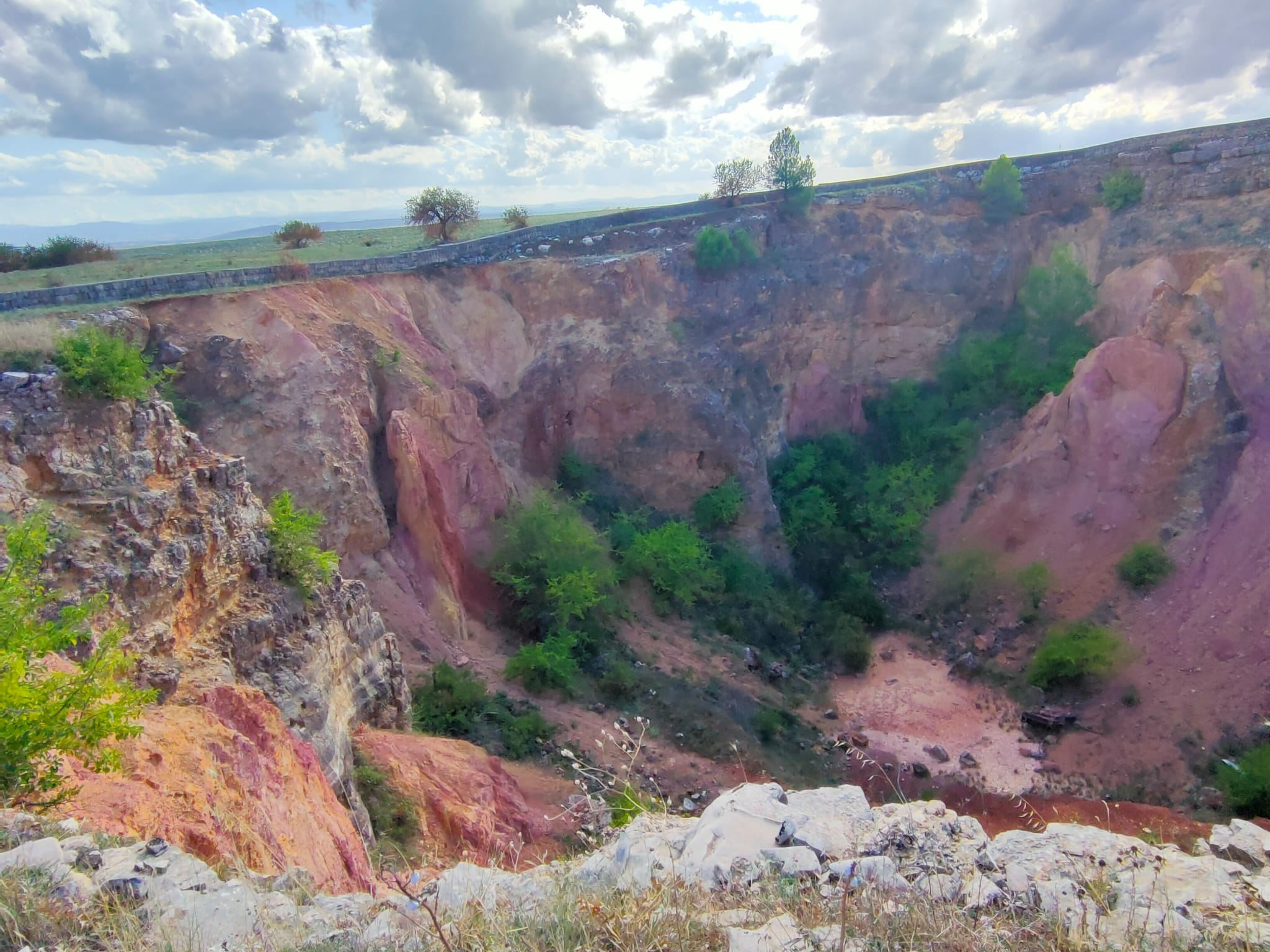
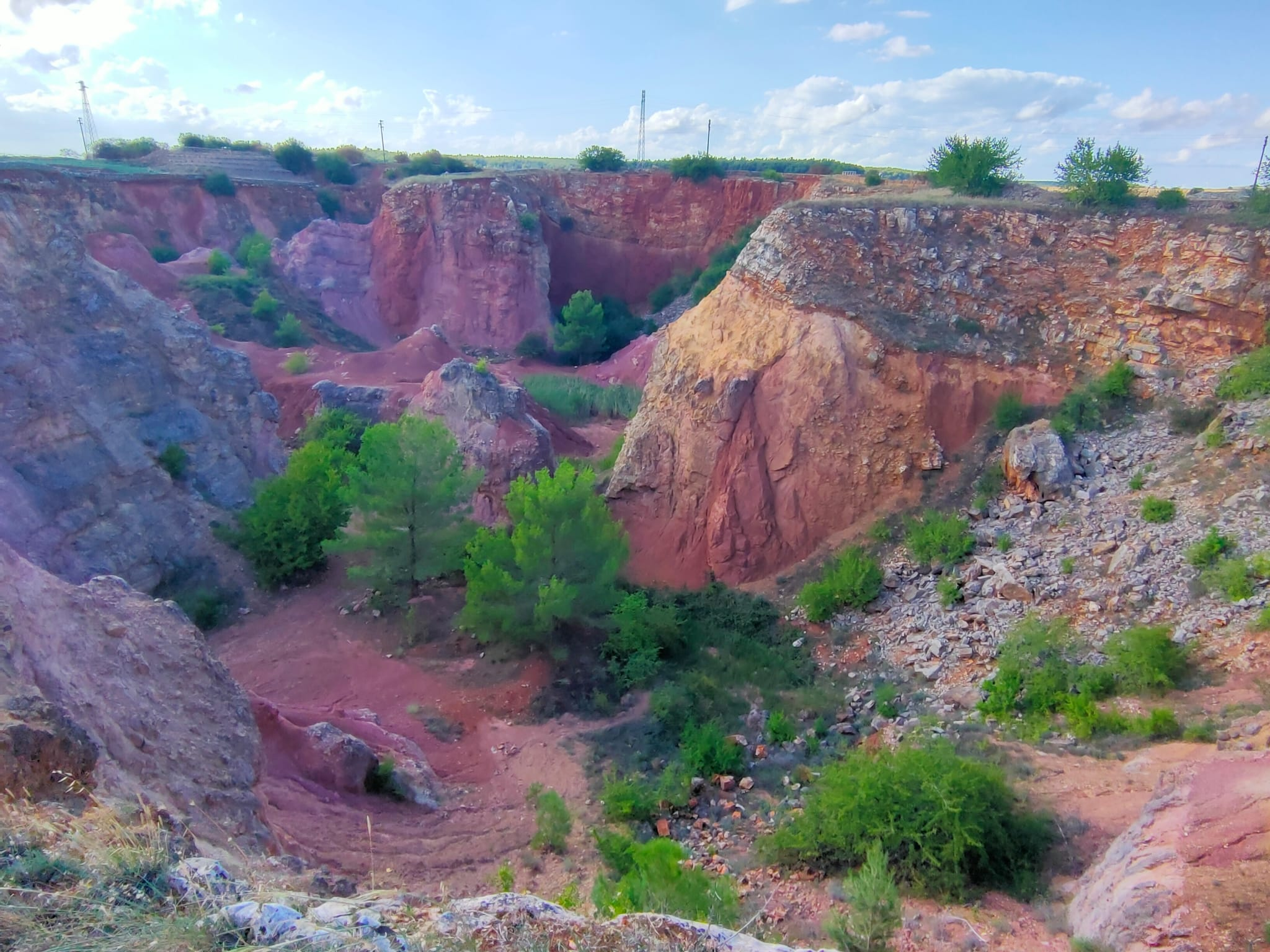
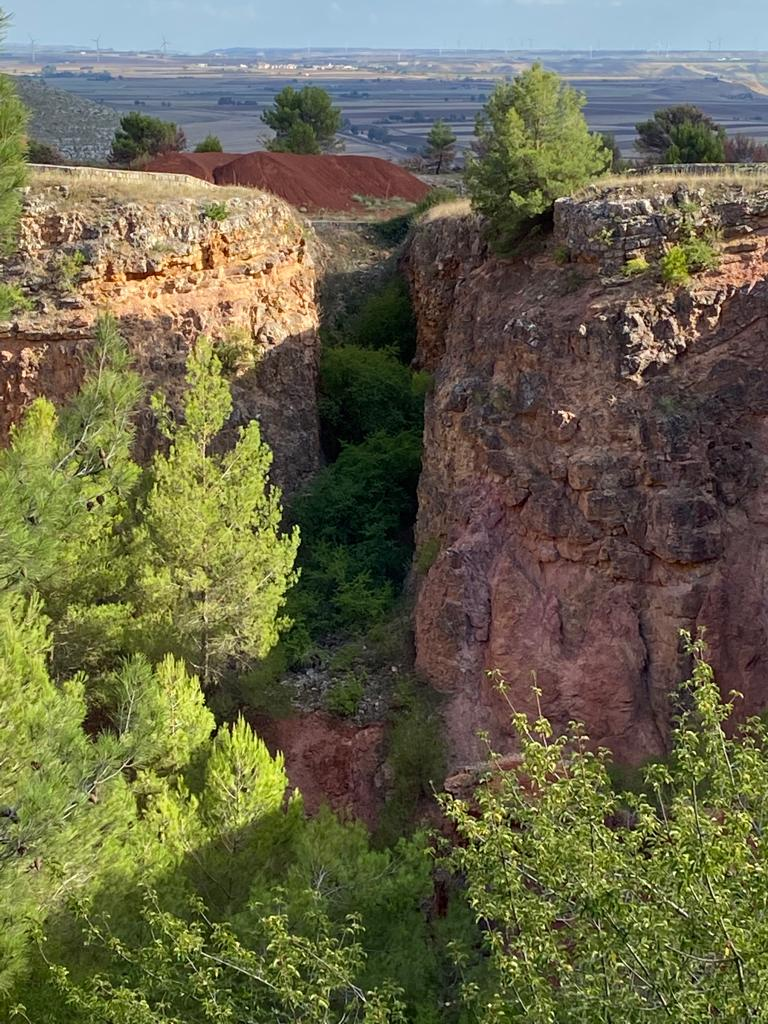
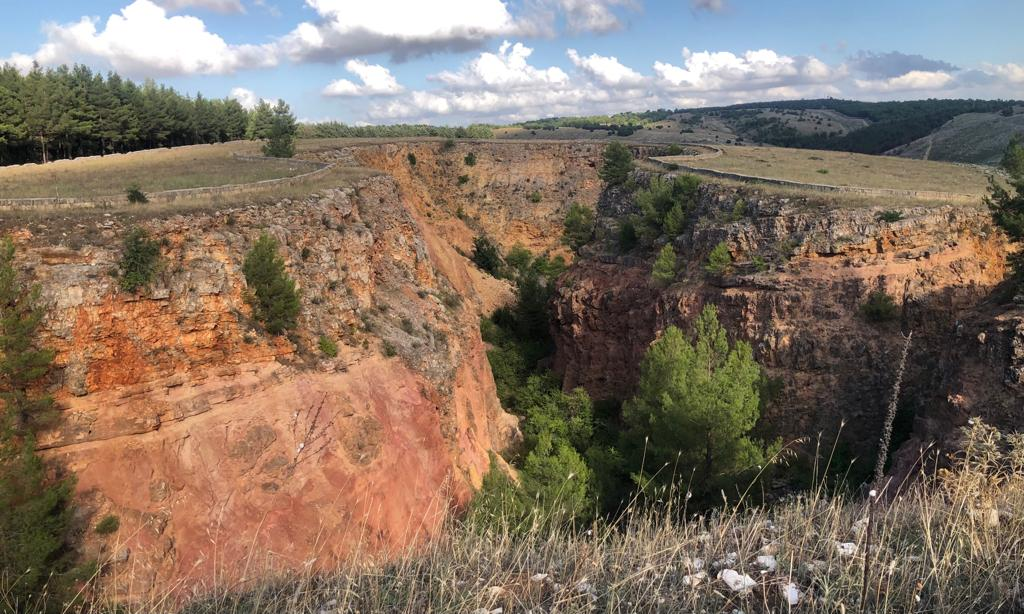